# Lista över fornlämningar i Växjö kommun (Växjö)
Lista över fornlämningar i Växjö kommun (Växjö) är en förteckning av ett urval av de fornlämningar som finns i Växjö i Växjö kommun.
| Namn                               | Lämningstyp                 | Tillkomsttid | Historisk indelning | Plats | Läge                 | ID-nr          | Bild                                      |
| ---------------------------------- | --------------------------- | ------------ | ------------------- | ----- | -------------------- | -------------- | ----------------------------------------- |
| Växjö 1:1                          | Stensättning                |              | Växjö, Småland      |       | 56.829934, 14.838817 | 10077300010001 | Ladda upp en bild av detta fornminne      |
| Växjö 2:1                          | Stenkammargrav              |              | Växjö, Småland      |       | 56.825985, 14.857594 | 10077300020001 | Ladda upp en bild av detta fornminne      |
| Växjö 3:1                          | Röse                        |              | Växjö, Småland      |       | 56.817992, 14.856532 | 10077300030001 | Ladda upp en bild av detta fornminne      |
| Växjö 4:1                          | Röse                        |              | Växjö, Småland      |       | 56.816085, 14.858397 | 10077300040001 | Ladda upp en bild av detta fornminne      |
| Växjö 5:1                          | Röse                        |              | Växjö, Småland      |       | 56.820335, 14.857540 | 10077300050001 | Ladda upp en bild av detta fornminne      |
| Växjö 6:1                          | Grav markerad av sten/block |              | Växjö, Småland      |       | 56.820654, 14.858619 | 10077300060001 | Ladda upp en bild av detta fornminne      |
| Växjö 6:2                          | Röse                        |              | Växjö, Småland      |       | 56.820394, 14.858883 | 10077300060002 | Ladda upp en bild av detta fornminne      |
| Växjö 7:1                          | Stensättning                |              | Växjö, Småland      |       | 56.814773, 14.858952 | 10077300070001 | Ladda upp en bild av detta fornminne      |
| Växjö 8:1                          | Röse                        |              | Växjö, Småland      |       | 56.823912, 14.856169 | 10077300080001 | Ladda upp en bild av detta fornminne      |
| Växjö 9:1                          | Gravfält                    |              | Växjö, Småland      |       | 56.822806, 14.856599 | 10077300090001 | Ladda upp en bild av detta fornminne      |
| Växjö 10:1                         | Röse                        |              | Växjö, Småland      |       | 56.822900, 14.858656 | 10077300100001 | Ladda upp en bild av detta fornminne      |
| Växjö 11:1                         | Gravfält                    |              | Växjö, Småland      |       | 56.846122, 14.833917 | 10077300110001 | Ladda upp en bild av detta fornminne      |
| Växjö 12:1                         | Gravfält                    |              | Växjö, Småland      |       | 56.842342, 14.835643 | 10077300120001 | Ladda upp en bild av detta fornminne      |
| Ässjarör (Växjö 15:1)              | Röse                        |              | Växjö, Småland      |       | 56.833518, 14.845823 | 10077300150001 | Ladda upp en bild av detta fornminne      |
| Växjö 16:1                         | Röse                        |              | Växjö, Småland      |       | 56.837252, 14.822014 | 10077300160001 | Ladda upp en bild av detta fornminne      |
| Växjö 17:1                         | Röse                        |              | Växjö, Småland      |       | 56.836383, 14.822476 | 10077300170001 | Ladda upp en bild av detta fornminne      |
| Växjö 18:1                         | Stenkammargrav              |              | Växjö, Småland      |       | 56.841618, 14.821204 | 10077300180001 | Ladda upp en till bild av detta fornminne |
| Växjö 19:1                         | Gravfält                    |              | Växjö, Småland      |       | 56.843300, 14.857187 | 10077300190001 | Ladda upp en bild av detta fornminne      |
| Växjö 24:1                         | Stenkammargrav              |              | Växjö, Småland      |       | 56.860138, 14.861010 | 10077300240001 | Ladda upp en bild av detta fornminne      |
| Växjö 25:1                         | Röse                        |              | Växjö, Småland      |       | 56.867378, 14.857996 | 10077300250001 | Ladda upp en bild av detta fornminne      |
| Växjö 25:2                         | Stensättning                |              | Växjö, Småland      |       | 56.867499, 14.858308 | 10077300250002 | Ladda upp en bild av detta fornminne      |
| Växjö 26:1                         | Stensättning                |              | Växjö, Småland      |       | 56.861365, 14.884521 | 10077300260001 | Ladda upp en bild av detta fornminne      |
| Växjö 27:1                         | Stenkammargrav              |              | Växjö, Småland      |       | 56.866537, 14.882970 | 10077300270001 | Ladda upp en bild av detta fornminne      |
| Växjö 29:1                         | Stenkammargrav              |              | Växjö, Småland      |       | 56.851865, 14.802073 | 10077300290001 | Ladda upp en bild av detta fornminne      |
| Växjö 30:1                         | Stenkammargrav              |              | Växjö, Småland      |       | 56.852247, 14.801867 | 10077300300001 | Ladda upp en bild av detta fornminne      |
| Växjö 31:1                         | Stenkammargrav              |              | Växjö, Småland      |       | 56.852616, 14.801909 | 10077300310001 | Ladda upp en bild av detta fornminne      |
| Växjö 33:1                         | Röse                        |              | Växjö, Småland      |       | 56.838193, 14.792696 | 10077300330001 | Ladda upp en bild av detta fornminne      |
| Växjö 34:1                         | Stenkrets                   |              | Växjö, Småland      |       | 56.833456, 14.794714 | 10077300340001 | Ladda upp en bild av detta fornminne      |
| Växjö 35:1                         | Gravfält                    |              | Växjö, Småland      |       | 56.844985, 14.805179 | 10077300350001 | Ladda upp en till bild av detta fornminne |
| Växjö 36:1                         | Stenkammargrav              |              | Växjö, Småland      |       | 56.866581, 14.792049 | 10077300360001 | Ladda upp en bild av detta fornminne      |
| Växjö 36:2                         | Stenkammargrav              |              | Växjö, Småland      |       | 56.866876, 14.792779 | 10077300360002 | Ladda upp en bild av detta fornminne      |
| Växjö 37:1                         | Stenkammargrav              |              | Växjö, Småland      |       | 56.866277, 14.781736 | 10077300370001 | Ladda upp en bild av detta fornminne      |
| Växjö 38:1                         | Röse                        |              | Växjö, Småland      |       | 56.862689, 14.775421 | 10077300380001 | Ladda upp en till bild av detta fornminne |
| Växjö 38:2                         | Stensättning                |              | Växjö, Småland      |       | 56.862397, 14.775812 | 10077300380002 | Ladda upp en till bild av detta fornminne |
| Växjö 38:3                         | Hällristning                |              | Växjö, Småland      |       | 56.862322, 14.775738 | 10077300380003 | Ladda upp en till bild av detta fornminne |
| Växjö 39:1                         | Röse                        |              | Växjö, Småland      |       | 56.861329, 14.777636 | 10077300390001 | Ladda upp en bild av detta fornminne      |
| Växjö 40:2                         | Röse                        |              | Växjö, Småland      |       | 56.864106, 14.776611 | 10077300400002 | Ladda upp en bild av detta fornminne      |
| Växjö 43:1                         | Stensättning                |              | Växjö, Småland      |       | 56.845023, 14.825763 | 10077300430001 | Ladda upp en bild av detta fornminne      |
| Växjö 43:2                         | Hög                         |              | Växjö, Småland      |       | 56.844627, 14.826006 | 10077300430002 | Ladda upp en bild av detta fornminne      |
| Växjö 45:1                         | Stensättning                |              | Växjö, Småland      |       | 56.846204, 14.849714 | 10077300450001 | Ladda upp en bild av detta fornminne      |
| Växjö 45:2                         | Stensättning                |              | Växjö, Småland      |       | 56.845885, 14.850304 | 10077300450002 | Ladda upp en bild av detta fornminne      |
| Växjö 45:3                         | Stensättning                |              | Växjö, Småland      |       | 56.845734, 14.850157 | 10077300450003 | Ladda upp en bild av detta fornminne      |
| Växjö 45:4                         | Stensättning                |              | Växjö, Småland      |       | 56.845924, 14.849781 | 10077300450004 | Ladda upp en bild av detta fornminne      |
| Växjö 46:1                         | Gravfält                    |              | Växjö, Småland      |       | 56.870730, 14.818247 | 10077300460001 | Ladda upp en bild av detta fornminne      |
| Växjö 49:1                         | Runristning                 |              | Växjö, Småland      |       | 56.877428, 14.812696 | 10077300490001 | Ladda upp en till bild av detta fornminne |
| Växjö 51:1                         | Hällristning                |              | Växjö, Småland      |       | 56.875756, 14.807489 | 10077300510001 | Ladda upp en bild av detta fornminne      |
| Växjö 53:1                         | Begravningsplats            |              | Växjö, Småland      |       | 56.875165, 14.800501 | 10077300530001 | Ladda upp en bild av detta fornminne      |
| Sigfridskällan (Växjö 54:1)        | Offer                       | Medeltid     | Växjö, Småland      |       | 56.878317, 14.815476 | 10077300540001 | Ladda upp en till bild av detta fornminne |
| Växjö 66:1                         | Röse                        |              | Växjö, Småland      |       | 56.875512, 14.759955 | 10077300660001 | Ladda upp en bild av detta fornminne      |
| Växjö 67:1                         | Röse                        |              | Växjö, Småland      |       | 56.877626, 14.757675 | 10077300670001 | Ladda upp en bild av detta fornminne      |
| Växjö 68:1                         | Röse                        |              | Växjö, Småland      |       | 56.875404, 14.758434 | 10077300680001 | Ladda upp en bild av detta fornminne      |
| Växjö 69:1                         | Röse                        |              | Växjö, Småland      |       | 56.878329, 14.758063 | 10077300690001 | Ladda upp en bild av detta fornminne      |
| Växjö 69:2                         | Röse                        |              | Växjö, Småland      |       | 56.878556, 14.758350 | 10077300690002 | Ladda upp en bild av detta fornminne      |
| Växjö 69:3                         | Röse                        |              | Växjö, Småland      |       | 56.878448, 14.758967 | 10077300690003 | Ladda upp en bild av detta fornminne      |
| Växjö 70:1                         | Röse                        |              | Växjö, Småland      |       | 56.878291, 14.759828 | 10077300700001 | Ladda upp en bild av detta fornminne      |
| Växjö 72:1                         | Gravfält                    |              | Växjö, Småland      |       | 56.872711, 14.772133 | 10077300720001 | Ladda upp en bild av detta fornminne      |
| Växjö 73:1                         | Stenkammargrav              |              | Växjö, Småland      |       | 56.877238, 14.763998 | 10077300730001 | Ladda upp en bild av detta fornminne      |
| Växjö 73:2                         | Stenkammargrav              |              | Växjö, Småland      |       | 56.877223, 14.764327 | 10077300730002 | Ladda upp en bild av detta fornminne      |
| Växjö 74:1                         | Stenkammargrav              |              | Växjö, Småland      |       | 56.877499, 14.764990 | 10077300740001 | Ladda upp en bild av detta fornminne      |
| Växjö 75:1                         | Stenkammargrav              |              | Växjö, Småland      |       | 56.886857, 14.762400 | 10077300750001 | Ladda upp en till bild av detta fornminne |
| Växjö 79:1                         | Gravfält                    |              | Växjö, Småland      |       | 56.888880, 14.765008 | 10077300790001 | Ladda upp en till bild av detta fornminne |
| Växjö 80:1                         | Röse                        |              | Växjö, Småland      |       | 56.889618, 14.766385 | 10077300800001 | Ladda upp en bild av detta fornminne      |
| Växjö 81:1                         | Röse                        |              | Växjö, Småland      |       | 56.892195, 14.769857 | 10077300810001 | Ladda upp en bild av detta fornminne      |
| Växjö 82:1                         | Stensättning                |              | Växjö, Småland      |       | 56.862221, 14.872434 | 10077300820001 | Ladda upp en bild av detta fornminne      |
| Växjö 82:2                         | Grav markerad av sten/block |              | Växjö, Småland      |       | 56.862075, 14.873055 | 10077300820002 | Ladda upp en bild av detta fornminne      |
| Växjö 85:1                         | Stensättning                |              | Växjö, Småland      |       | 56.877029, 14.872587 | 10077300850001 | Ladda upp en bild av detta fornminne      |
| Växjö 90:1                         | Gravfält                    |              | Växjö, Småland      |       | 56.934567, 14.789884 | 10077300900001 | Ladda upp en bild av detta fornminne      |
| Växjö 91:1                         | Röse                        |              | Växjö, Småland      |       | 56.930607, 14.789278 | 10077300910001 | Ladda upp en bild av detta fornminne      |
| Kronobergs slottsruin (Växjö 93:1) | Borg                        |              | Växjö, Småland      |       | 56.941331, 14.794815 | 10077300930001 | Ladda upp en till bild av detta fornminne |
| Växjö 94:1                         | Röse                        |              | Växjö, Småland      |       | 56.928750, 14.795890 | 10077300940001 | Ladda upp en bild av detta fornminne      |
| Växjö 97:1                         | Röse                        |              | Växjö, Småland      |       | 56.923403, 14.809061 | 10077300970001 | Ladda upp en bild av detta fornminne      |
| Växjö 98:1                         | Röse                        |              | Växjö, Småland      |       | 56.923886, 14.805291 | 10077300980001 | Ladda upp en bild av detta fornminne      |
| Växjö 98:2                         | Stensättning                |              | Växjö, Småland      |       | 56.923677, 14.805304 | 10077300980002 | Ladda upp en bild av detta fornminne      |
| Växjö 99:1                         | Röse                        |              | Växjö, Småland      |       | 56.921176, 14.809301 | 10077300990001 | Ladda upp en bild av detta fornminne      |
| Växjö 101:1                        | Röse                        |              | Växjö, Småland      |       | 56.916466, 14.805255 | 10077301010001 | Ladda upp en bild av detta fornminne      |
| Växjö 104:1                        | Röse                        |              | Växjö, Småland      |       | 56.917009, 14.804360 | 10077301040001 | Ladda upp en bild av detta fornminne      |
| Växjö 104:2                        | Stensättning                |              | Växjö, Småland      |       | 56.916762, 14.804325 | 10077301040002 | Ladda upp en bild av detta fornminne      |
| Växjö 105:1                        | Stensättning                |              | Växjö, Småland      |       | 56.917168, 14.803333 | 10077301050001 | Ladda upp en bild av detta fornminne      |
| Växjö 107:1                        | Stensättning                |              | Växjö, Småland      |       | 56.918513, 14.803678 | 10077301070001 | Ladda upp en bild av detta fornminne      |
| Växjö 109:1                        | Röse                        |              | Växjö, Småland      |       | 56.919912, 14.803413 | 10077301090001 | Ladda upp en bild av detta fornminne      |
| Växjö 111:1                        | Gravfält                    |              | Växjö, Småland      |       | 56.923070, 14.794847 | 10077301110001 | Ladda upp en bild av detta fornminne      |
| Växjö 112:1                        | Stensättning                |              | Växjö, Småland      |       | 56.920084, 14.796512 | 10077301120001 | Ladda upp en bild av detta fornminne      |
| Växjö 114:1                        | Gravfält                    |              | Växjö, Småland      |       | 56.922761, 14.777907 | 10077301140001 | Ladda upp en bild av detta fornminne      |
| Växjö 117:1                        | Röse                        |              | Växjö, Småland      |       | 56.923696, 14.782063 | 10077301170001 | Ladda upp en bild av detta fornminne      |
| Växjö 120:1                        | Röse                        |              | Växjö, Småland      |       | 56.913665, 14.795093 | 10077301200001 | Ladda upp en bild av detta fornminne      |
| Växjö 121:1                        | Röse                        |              | Växjö, Småland      |       | 56.912481, 14.794801 | 10077301210001 | Ladda upp en bild av detta fornminne      |
| Växjö 124:1                        | Röse                        |              | Växjö, Småland      |       | 56.910893, 14.803431 | 10077301240001 | Ladda upp en bild av detta fornminne      |
| Växjö 125:1                        | Röse                        |              | Växjö, Småland      |       | 56.908187, 14.813488 | 10077301250001 | Ladda upp en bild av detta fornminne      |
| Växjö 126:1                        | Röse                        |              | Växjö, Småland      |       | 56.909311, 14.808926 | 10077301260001 | Ladda upp en bild av detta fornminne      |
| Växjö 130:1                        | Stensättning                |              | Växjö, Småland      |       | 56.903047, 14.801964 | 10077301300001 | Ladda upp en bild av detta fornminne      |
| Växjö 132:1                        | Stensättning                |              | Växjö, Småland      |       | 56.899704, 14.804480 | 10077301320001 | Ladda upp en bild av detta fornminne      |
| Växjö 137:1                        | Stensättning                |              | Växjö, Småland      |       | 56.895463, 14.796734 | 10077301370001 | Ladda upp en bild av detta fornminne      |
| Växjö 137:2                        | Stensättning                |              | Växjö, Småland      |       | 56.895418, 14.796440 | 10077301370002 | Ladda upp en bild av detta fornminne      |
| Växjö 137:3                        | Stensättning                |              | Växjö, Småland      |       | 56.895404, 14.796214 | 10077301370003 | Ladda upp en bild av detta fornminne      |
| Växjö 138:1                        | Hög                         |              | Växjö, Småland      |       | 56.893405, 14.803045 | 10077301380001 | Ladda upp en bild av detta fornminne      |
| Växjö 138:2                        | Stensättning                |              | Växjö, Småland      |       | 56.893559, 14.803303 | 10077301380002 | Ladda upp en bild av detta fornminne      |
| Växjö 138:3                        | Stensättning                |              | Växjö, Småland      |       | 56.893541, 14.803070 | 10077301380003 | Ladda upp en bild av detta fornminne      |
| Växjö 139:1                        | Stensättning                |              | Växjö, Småland      |       | 56.892051, 14.802217 | 10077301390001 | Ladda upp en bild av detta fornminne      |
| Växjö 140:1                        | Röse                        |              | Växjö, Småland      |       | 56.890629, 14.805589 | 10077301400001 | Ladda upp en bild av detta fornminne      |
| Växjö 141:1                        | Gravfält                    |              | Växjö, Småland      |       | 56.888278, 14.806635 | 10077301410001 | Ladda upp en bild av detta fornminne      |
| Växjö 142:1                        | Hällristning                |              | Växjö, Småland      |       | 56.885917, 14.805355 | 10077301420001 | Ladda upp en bild av detta fornminne      |
| Växjö 145:1                        | Stensättning                |              | Växjö, Småland      |       | 56.906694, 14.770026 | 10077301450001 | Ladda upp en bild av detta fornminne      |
| Växjö 145:2                        | Stensättning                |              | Växjö, Småland      |       | 56.906755, 14.769909 | 10077301450002 | Ladda upp en bild av detta fornminne      |
| Växjö 145:3                        | Stensättning                |              | Växjö, Småland      |       | 56.906728, 14.769601 | 10077301450003 | Ladda upp en bild av detta fornminne      |
| Växjö 149:1                        | Gravfält                    |              | Växjö, Småland      |       | 56.903673, 14.772255 | 10077301490001 | Ladda upp en bild av detta fornminne      |
| Växjö 150:1                        | Röse                        |              | Växjö, Småland      |       | 56.899115, 14.789143 | 10077301500001 | Ladda upp en bild av detta fornminne      |
| Växjö 151:1                        | Röse                        |              | Växjö, Småland      |       | 56.899846, 14.784105 | 10077301510001 | Ladda upp en bild av detta fornminne      |
| Växjö 153:1                        | Röse                        |              | Växjö, Småland      |       | 56.897213, 14.781558 | 10077301530001 | Ladda upp en bild av detta fornminne      |
| Växjö 154:1                        | Röse                        |              | Växjö, Småland      |       | 56.897930, 14.773942 | 10077301540001 | Ladda upp en bild av detta fornminne      |
| Växjö 155:1                        | Stensättning                |              | Växjö, Småland      |       | 56.898272, 14.771225 | 10077301550001 | Ladda upp en bild av detta fornminne      |
| Växjö 155:2                        | Stensättning                |              | Växjö, Småland      |       | 56.898058, 14.770593 | 10077301550002 | Ladda upp en bild av detta fornminne      |
| Växjö 156:1                        | Gravfält                    |              | Växjö, Småland      |       | 56.899460, 14.772225 | 10077301560001 | Ladda upp en bild av detta fornminne      |
| Växjö 158:1                        | Stenkammargrav              |              | Växjö, Småland      |       | 56.898595, 14.761866 | 10077301580001 | Ladda upp en bild av detta fornminne      |
| Växjö 159:1                        | Gravfält                    |              | Växjö, Småland      |       | 56.894287, 14.772314 | 10077301590001 | Ladda upp en bild av detta fornminne      |
| Växjö 160:1                        | Röse                        |              | Växjö, Småland      |       | 56.895889, 14.776125 | 10077301600001 | Ladda upp en bild av detta fornminne      |
| Växjö 161:1                        | Stensättning                |              | Växjö, Småland      |       | 56.923432, 14.796482 | 10077301610001 | Ladda upp en bild av detta fornminne      |
| Växjö 162:1                        | Stensättning                |              | Växjö, Småland      |       | 56.922759, 14.796296 | 10077301620001 | Ladda upp en bild av detta fornminne      |
| Växjö 162:2                        | Stensättning                |              | Växjö, Småland      |       | 56.922832, 14.796557 | 10077301620002 | Ladda upp en bild av detta fornminne      |
| Växjö 168:1                        | Hällristning                |              | Växjö, Småland      |       | 56.899406, 14.808329 | 10077301680001 | Ladda upp en bild av detta fornminne      |
| Växjö 169:1                        | Runristning                 |              | Växjö, Småland      |       | 56.893433, 14.811912 | 10077301690001 | Ladda upp en bild av detta fornminne      |
| Växjö 172:1                        | Hällristning                |              | Växjö, Småland      |       | 56.926165, 14.789908 | 10077301720001 | Ladda upp en bild av detta fornminne      |
| Växjö 173:1                        | Hällristning                |              | Växjö, Småland      |       | 56.904759, 14.770333 | 10077301730001 | Ladda upp en bild av detta fornminne      |
| Växjö 177:1                        | Hällristning                |              | Växjö, Småland      |       | 56.921966, 14.785564 | 10077301770001 | Ladda upp en bild av detta fornminne      |
| Växjö 188:1                        | Grav- och boplatsområde     |              | Växjö, Småland      |       | 56.816625, 14.858195 | 10077301880001 | Ladda upp en bild av detta fornminne      |
| Växjö 191:1                        | Röse                        |              | Växjö, Småland      |       | 56.901101, 14.784232 | 10077301910001 | Ladda upp en bild av detta fornminne      |
| Växjö 194:1                        | Hällristning                |              | Växjö, Småland      |       | 56.902832, 14.805183 | 10077301940001 | Ladda upp en bild av detta fornminne      |
| Växjö 196:1                        | Stensättning                |              | Växjö, Småland      |       | 56.901138, 14.804460 | 10077301960001 | Ladda upp en bild av detta fornminne      |
| Växjö 204:1                        | Hög                         |              | Växjö, Småland      |       | 56.850039, 14.834703 | 10077302040001 | Ladda upp en bild av detta fornminne      |
| Växjö 204:2                        | Hög                         |              | Växjö, Småland      |       | 56.849773, 14.834776 | 10077302040002 | Ladda upp en bild av detta fornminne      |
| Växjö 205:1                        | Hög                         |              | Växjö, Småland      |       | 56.848077, 14.830001 | 10077302050001 | Ladda upp en bild av detta fornminne      |
| Växjö 206:1                        | Stensättning                |              | Växjö, Småland      |       | 56.842120, 14.837978 | 10077302060001 | Ladda upp en bild av detta fornminne      |
| Växjö 207:1                        | Stensättning                |              | Växjö, Småland      |       | 56.851600, 14.830074 | 10077302070001 | Ladda upp en bild av detta fornminne      |
| Växjö 210:1                        | Stensättning                |              | Växjö, Småland      |       | 56.834433, 14.790552 | 10077302100001 | Ladda upp en bild av detta fornminne      |
| Växjö 210:2                        | Hällristning                |              | Växjö, Småland      |       | 56.834433, 14.790552 | 10077302100002 | Ladda upp en bild av detta fornminne      |
| Växjö 212:1                        | Hällristning                |              | Växjö, Småland      |       | 56.836785, 14.789993 | 10077302120001 | Ladda upp en bild av detta fornminne      |
| Växjö 213:1                        | Hällristning                |              | Växjö, Småland      |       | 56.837490, 14.786312 | 10077302130001 | Ladda upp en bild av detta fornminne      |
| Växjö 214:1                        | Stensättning                |              | Växjö, Småland      |       | 56.838858, 14.792397 | 10077302140001 | Ladda upp en bild av detta fornminne      |
| Växjö 215:1                        | Stenkammargrav              |              | Växjö, Småland      |       | 56.833212, 14.800231 | 10077302150001 | Ladda upp en bild av detta fornminne      |
| Växjö 215:2                        | Stensättning                |              | Växjö, Småland      |       | 56.833692, 14.800020 | 10077302150002 | Ladda upp en bild av detta fornminne      |
| Växjö 216:1                        | Stensättning                |              | Växjö, Småland      |       | 56.832634, 14.803174 | 10077302160001 | Ladda upp en bild av detta fornminne      |
| Växjö 220:1                        | Stensättning                |              | Växjö, Småland      |       | 56.835526, 14.824605 | 10077302200001 | Ladda upp en bild av detta fornminne      |
| Växjö 220:2                        | Stensättning                |              | Växjö, Småland      |       | 56.835424, 14.824762 | 10077302200002 | Ladda upp en bild av detta fornminne      |
| Växjö 223:1                        | Stensättning                |              | Växjö, Småland      |       | 56.844316, 14.813303 | 10077302230001 | Ladda upp en bild av detta fornminne      |
| Växjö 223:2                        | Stensättning                |              | Växjö, Småland      |       | 56.844550, 14.813412 | 10077302230002 | Ladda upp en bild av detta fornminne      |
| Växjö 223:3                        | Stensättning                |              | Växjö, Småland      |       | 56.844995, 14.812900 | 10077302230003 | Ladda upp en bild av detta fornminne      |
| Växjö 223:4                        | Stensättning                |              | Växjö, Småland      |       | 56.845366, 14.812518 | 10077302230004 | Ladda upp en bild av detta fornminne      |
| Växjö 224:1                        | Stensättning                |              | Växjö, Småland      |       | 56.846076, 14.811495 | 10077302240001 | Ladda upp en bild av detta fornminne      |
| Växjö 224:2                        | Stensättning                |              | Växjö, Småland      |       | 56.845807, 14.812062 | 10077302240002 | Ladda upp en bild av detta fornminne      |
| Växjö 226:1                        | Stensättning                |              | Växjö, Småland      |       | 56.831355, 14.847060 | 10077302260001 | Ladda upp en bild av detta fornminne      |
| Växjö 226:2                        | Röse                        |              | Växjö, Småland      |       | 56.831283, 14.846829 | 10077302260002 | Ladda upp en bild av detta fornminne      |
| Växjö 228:1                        | Stensättning                |              | Växjö, Småland      |       | 56.837464, 14.845243 | 10077302280001 | Ladda upp en bild av detta fornminne      |
| Växjö 229:1                        | Stensättning                |              | Växjö, Småland      |       | 56.840767, 14.849516 | 10077302290001 | Ladda upp en bild av detta fornminne      |
| Växjö 245:1                        | Hällristning                |              | Växjö, Småland      |       | 56.860839, 14.884378 | 10077302450001 | Ladda upp en bild av detta fornminne      |
| Växjö 246:1                        | Stensättning                |              | Växjö, Småland      |       | 56.859026, 14.872601 | 10077302460001 | Ladda upp en bild av detta fornminne      |
| Växjö 247:1                        | Röse                        |              | Växjö, Småland      |       | 56.859572, 14.872648 | 10077302470001 | Ladda upp en bild av detta fornminne      |
| Växjö 248:1                        | Röse                        |              | Växjö, Småland      |       | 56.860025, 14.872120 | 10077302480001 | Ladda upp en bild av detta fornminne      |
| Växjö 249:1                        | Stensättning                |              | Växjö, Småland      |       | 56.860671, 14.871839 | 10077302490001 | Ladda upp en bild av detta fornminne      |
| Växjö 249:2                        | Stensättning                |              | Växjö, Småland      |       | 56.860536, 14.872050 | 10077302490002 | Ladda upp en bild av detta fornminne      |
| Växjö 249:3                        | Stensättning                |              | Växjö, Småland      |       | 56.860713, 14.872078 | 10077302490003 | Ladda upp en bild av detta fornminne      |
| Växjö 249:4                        | Stensättning                |              | Växjö, Småland      |       | 56.860597, 14.872278 | 10077302490004 | Ladda upp en bild av detta fornminne      |
| Växjö 252:1                        | Stensättning                |              | Växjö, Småland      |       | 56.871325, 14.871274 | 10077302520001 | Ladda upp en bild av detta fornminne      |
| Växjö 257:1                        | Stensättning                |              | Växjö, Småland      |       | 56.849211, 14.875636 | 10077302570001 | Ladda upp en bild av detta fornminne      |
| Växjö 257:2                        | Grav markerad av sten/block |              | Växjö, Småland      |       | 56.849237, 14.875412 | 10077302570002 | Ladda upp en bild av detta fornminne      |
| Växjö 259:1                        | Röse                        |              | Växjö, Småland      |       | 56.862777, 14.778773 | 10077302590001 | Ladda upp en bild av detta fornminne      |
| Växjö 266:1                        | Röse                        |              | Växjö, Småland      |       | 56.861930, 14.775977 | 10077302660001 | Ladda upp en bild av detta fornminne      |
| Växjö 266:2                        | Röse                        |              | Växjö, Småland      |       | 56.861598, 14.776144 | 10077302660002 | Ladda upp en bild av detta fornminne      |
| Växjö 266:3                        | Röse                        |              | Växjö, Småland      |       | 56.861467, 14.776161 | 10077302660003 | Ladda upp en bild av detta fornminne      |
| Växjö 267:1                        | Röse                        |              | Växjö, Småland      |       | 56.859623, 14.772402 | 10077302670001 | Ladda upp en bild av detta fornminne      |
| Växjö 269:1                        | Hällristning                |              | Växjö, Småland      |       | 56.835871, 14.792725 | 10077302690001 | Ladda upp en bild av detta fornminne      |
| Växjö 270:1                        | Hällristning                |              | Växjö, Småland      |       | 56.833643, 14.798601 | 10077302700001 | Ladda upp en bild av detta fornminne      |
| Växjö 274:1                        | Stensättning                |              | Växjö, Småland      |       | 56.865403, 14.793457 | 10077302740001 | Ladda upp en bild av detta fornminne      |
| Växjö 275:1                        | Stensättning                |              | Växjö, Småland      |       | 56.866959, 14.794433 | 10077302750001 | Ladda upp en bild av detta fornminne      |
| Växjö 278:1                        | Hällristning                |              | Växjö, Småland      |       | 56.923842, 14.782096 | 10077302780001 | Ladda upp en bild av detta fornminne      |
| Växjö 279:1                        | Röse                        |              | Växjö, Småland      |       | 56.924332, 14.781416 | 10077302790001 | Ladda upp en bild av detta fornminne      |
| Växjö 280:1                        | Röse                        |              | Växjö, Småland      |       | 56.924926, 14.781005 | 10077302800001 | Ladda upp en bild av detta fornminne      |
| Växjö 281:1                        | Stensättning                |              | Växjö, Småland      |       | 56.925647, 14.786065 | 10077302810001 | Ladda upp en bild av detta fornminne      |
| Växjö 282:1                        | Stensättning                |              | Växjö, Småland      |       | 56.915616, 14.779810 | 10077302820001 | Ladda upp en bild av detta fornminne      |
| Växjö 283:1                        | Stensättning                |              | Växjö, Småland      |       | 56.914901, 14.779687 | 10077302830001 | Ladda upp en bild av detta fornminne      |
| Växjö 285:1                        | Hällristning                |              | Växjö, Småland      |       | 56.916515, 14.771704 | 10077302850001 | Ladda upp en bild av detta fornminne      |
| Växjö 289:1                        | Röse                        |              | Växjö, Småland      |       | 56.925523, 14.787733 | 10077302890001 | Ladda upp en bild av detta fornminne      |
| Växjö 293:1                        | Hällristning                |              | Växjö, Småland      |       | 56.925292, 14.786499 | 10077302930001 | Ladda upp en bild av detta fornminne      |
| Växjö 295:1                        | Stensättning                |              | Växjö, Småland      |       | 56.922494, 14.805782 | 10077302950001 | Ladda upp en bild av detta fornminne      |
| Växjö 296:1                        | Röse                        |              | Växjö, Småland      |       | 56.910458, 14.776852 | 10077302960001 | Ladda upp en bild av detta fornminne      |
| Växjö 297:1                        | Hällristning                |              | Växjö, Småland      |       | 56.919557, 14.797277 | 10077302970001 | Ladda upp en bild av detta fornminne      |
| Växjö 298:1                        | Hällristning                |              | Växjö, Småland      |       | 56.923134, 14.810999 | 10077302980001 | Ladda upp en bild av detta fornminne      |
| Växjö 299:1                        | Stensättning                |              | Växjö, Småland      |       | 56.923710, 14.809931 | 10077302990001 | Ladda upp en bild av detta fornminne      |
| Växjö 301:1                        | Hällristning                |              | Växjö, Småland      |       | 56.905483, 14.810129 | 10077303010001 | Ladda upp en bild av detta fornminne      |
| Växjö 304:1                        | Stensättning                |              | Växjö, Småland      |       | 56.907747, 14.765269 | 10077303040001 | Ladda upp en bild av detta fornminne      |
| Växjö 309:1                        | Hällristning                |              | Växjö, Småland      |       | 56.873261, 14.759670 | 10077303090001 | Ladda upp en bild av detta fornminne      |
| Växjö 314:1                        | Stensättning                |              | Växjö, Småland      |       | 56.907647, 14.779406 | 10077303140001 | Ladda upp en bild av detta fornminne      |
| Växjö 314:2                        | Hällristning                |              | Växjö, Småland      |       | 56.907600, 14.779581 | 10077303140002 | Ladda upp en bild av detta fornminne      |
| Växjö 314:3                        | Hällristning                |              | Växjö, Småland      |       | 56.907724, 14.779589 | 10077303140003 | Ladda upp en bild av detta fornminne      |
| Växjö 314:4                        | Hällristning                |              | Växjö, Småland      |       | 56.907464, 14.779134 | 10077303140004 | Ladda upp en bild av detta fornminne      |
| Växjö 314:5                        | Hällristning                |              | Växjö, Småland      |       | 56.907427, 14.778964 | 10077303140005 | Ladda upp en bild av detta fornminne      |
| Växjö 314:7                        | Hällristning                |              | Växjö, Småland      |       | 56.907694, 14.779668 | 10077303140007 | Ladda upp en bild av detta fornminne      |
| Växjö 317:1                        | Stensättning                |              | Växjö, Småland      |       | 56.921910, 14.796368 | 10077303170001 | Ladda upp en bild av detta fornminne      |
| Växjö 317:2                        | Stensättning                |              | Växjö, Småland      |       | 56.921736, 14.796367 | 10077303170002 | Ladda upp en bild av detta fornminne      |
| Växjö 317:3                        | Hällristning                |              | Växjö, Småland      |       | 56.921667, 14.796733 | 10077303170003 | Ladda upp en bild av detta fornminne      |
| Växjö 319:1                        | Röse                        |              | Växjö, Småland      |       | 56.919760, 14.787241 | 10077303190001 | Ladda upp en bild av detta fornminne      |
| Växjö 319:2                        | Stensättning                |              | Växjö, Småland      |       | 56.919440, 14.787181 | 10077303190002 | Ladda upp en bild av detta fornminne      |
| Växjö 319:3                        | Hällristning                |              | Växjö, Småland      |       | 56.919440, 14.787181 | 10077303190003 | Ladda upp en bild av detta fornminne      |
| Växjö 319:4                        | Stensättning                |              | Växjö, Småland      |       | 56.919238, 14.787369 | 10077303190004 | Ladda upp en bild av detta fornminne      |
| Växjö 320:1                        | Hällristning                |              | Växjö, Småland      |       | 56.918684, 14.787657 | 10077303200001 | Ladda upp en bild av detta fornminne      |
| Växjö 320:2                        | Hällristning                |              | Växjö, Småland      |       | 56.918585, 14.787851 | 10077303200002 | Ladda upp en bild av detta fornminne      |
| Växjö 320:3                        | Hällristning                |              | Växjö, Småland      |       | 56.918558, 14.787519 | 10077303200003 | Ladda upp en bild av detta fornminne      |
| Växjö 325:1                        | Stensättning                |              | Växjö, Småland      |       | 56.909436, 14.768858 | 10077303250001 | Ladda upp en bild av detta fornminne      |
| Växjö 325:2                        | Stensättning                |              | Växjö, Småland      |       | 56.909329, 14.768966 | 10077303250002 | Ladda upp en bild av detta fornminne      |
| Växjö 328:1                        | Hällristning                |              | Växjö, Småland      |       | 56.879758, 14.820896 | 10077303280001 | Ladda upp en bild av detta fornminne      |
| Växjö 329:1                        | Hällristning                |              | Växjö, Småland      |       | 56.884434, 14.760518 | 10077303290001 | Ladda upp en bild av detta fornminne      |
| Växjö 333:1                        | Stensättning                |              | Växjö, Småland      |       | 56.858780, 14.815638 | 10077303330001 | Ladda upp en bild av detta fornminne      |
| Växjö 391                          | Stensättning                |              | Växjö, Småland      |       | 56.897852, 14.770609 | 12000000069152 | Ladda upp en bild av detta fornminne      |
| Växjö 394                          | Hällristning                |              | Växjö, Småland      |       | 56.898370, 14.805912 | 12000000096678 | Ladda upp en bild av detta fornminne      |
| Växjö 395                          | Stensättning                |              | Växjö, Småland      |       | 56.898553, 14.806295 | 12000000096682 | Ladda upp en bild av detta fornminne      |
| Växjö 396                          | Stensättning                |              | Växjö, Småland      |       | 56.898560, 14.806206 | 12000000096685 | Ladda upp en bild av detta fornminne      |
| Växjö 400                          | Hällristning                |              | Växjö, Småland      |       | 56.922470, 14.794108 | 12000000100013 | Ladda upp en bild av detta fornminne      |
| Växjö 401                          | Hällristning                |              | Växjö, Småland      |       | 56.923132, 14.795166 | 12000000100024 | Ladda upp en bild av detta fornminne      |
| Växjö 402                          | Hällristning                |              | Växjö, Småland      |       | 56.904474, 14.821055 | 12000000122651 | Ladda upp en bild av detta fornminne      |
| Växjö 403                          | Stensättning                |              | Växjö, Småland      |       | 56.905179, 14.809324 | 12000000124534 | Ladda upp en bild av detta fornminne      |
| Växjö 404                          | Hällristning                |              | Växjö, Småland      |       | 56.903331, 14.807115 | 12000000124535 | Ladda upp en bild av detta fornminne      |
| Växjö 405                          | Stensättning                |              | Växjö, Småland      |       | 56.903302, 14.807073 | 12000000124537 | Ladda upp en bild av detta fornminne      |
| Växjö 406                          | Stensättning                |              | Växjö, Småland      |       | 56.905504, 14.804421 | 12000000124538 | Ladda upp en bild av detta fornminne      |
| Växjö 407                          | Gravfält                    |              | Växjö, Småland      |       | 56.905511, 14.813205 | 12000000124539 | Ladda upp en bild av detta fornminne      |